# Logis de Bonnefonds
Le logis de Bonnefonds est un château situé sur la commune de Aizenay, dans le canton d'Aizenay en Vendée.

## Historique
Le logis est partiellement inscrit (Cheminée, fenêtre Renaissance, porte à double accolade) au titre des monuments historiques en 1994.